# 三本柳 (横手市)
三本柳（さんぼんやなぎ）は、秋田県横手市の大字。郵便番号は013-0074。人口は537人、世帯数は222世帯（2020年10月1日現在）。住居表示は全域で未実施。旧平鹿郡旭村大字三本柳、旧平鹿郡三本柳村に相当する。

## 地理
横手市の中心部、横手地域の西部に位置しており、東で八幡・卸町・横手町、西で赤川、南で赤坂、北で上八丁・静町・八幡と隣接する。水田中心の純農村地帯で、中央部を東西に横断する秋田県道29号横手大森大内線沿いに中心集落の三本柳、北方に助太郎小屋の集落があり、その周辺には区画整理された水田が広がる。長者伝説にまつわる「小屋」という地名が存在する
全域が都市計画区域に含まれるが、区域区分非設定区域となっている。都市計画法上の用途地域には指定されていない。

### 地名の由来
地名の由来については、菅江真澄の『雪の出羽路 平鹿郡』によれば、3本の柳の古木があったことに由来するのではないかと推定されている。また、延享元年（1744年）8月5日に字村尻で八幡神社が創建された際、村の発展を祈願して、寺田・助太郎小屋・六郎小屋の3か所に1本ずつ、計3本の柳を植えたことから「三本柳村」と名付けられたとも伝えられている。

### 小字
2024年（令和6年）10月5日時点での「横手市（秋田地方法務局大曲支局）登記所備付地図データ」、デジタル庁公表の「アドレス・ベース・レジストリ」の「秋田県 横手市 町字マスター（フルセット） データセット」、横手市公表のオープンデータによれば、三本柳の小字は以下の通りである。
| 町・字 | 町・字       | 出典 | 出典         | 出典       |
| 大字   | 小字         | 登記 | 町字マスター | 行政区一覧 |
| ------ | ------------ | ---- | ------------ | ---------- |
| 三本柳 | 字家間       | ○    | ○            | ○          |
| 三本柳 | 字街道下     | ○    | ○            | ○          |
| 三本柳 | 字街道上     | ○    | ○            | ○          |
| 三本柳 | 字高口       | ○    | ○            | ○          |
| 三本柳 | 字寺田       | ○    | ○            | ○          |
| 三本柳 | 字助太郎小屋 | ○    | ○            | ○          |
| 三本柳 | 字沼頭       | ○    | ○            | ○          |
| 三本柳 | 字村尻       | ○    | ○            | ○          |
| 三本柳 | 字中島       | ○    | ○            | ○          |
| 三本柳 | 字碇         | ○    | ○            | ○          |
| 三本柳 | 字縄手下     | ○    | ○            | ○          |
| 三本柳 | 字馬場尻     | ○    | ○            | ○          |
| 三本柳 | 字北ノ町     | ○    | ○            | ○          |
| 三本柳 | 字六郎小屋   | ○    | ○            | ○          |

## 歴史
正保4年（1647年）の『出羽国知行高目録 下』には三本柳村として村名が見え、享保年間までの村高を記録した郷帳に記載された町名を調べた『平鹿郡御黒印吟味覚書』でも三本柳村として記載がある。享保15年（1730年）の『六郡郡邑記』によると、三本柳村は家数18軒、支郷に寺田村（家数3軒）・助太郎小屋村（同5軒）・六郎小屋村（同6軒）がある。

### 沿革
- 1873年（明治6年）2月 - 秋田県第6大区小2区に属する[16]。
- 1889年（明治22年）4月 - 町村制施行に伴い、赤坂村・三本柳村・赤川村・猪岡村・清水町新田村・塚堀村が合併し、旭村となる[17]。三本柳村は旭村大字三本柳となる[18]。
- 1951年（昭和26年）4月1日 - 旭村が栄村とともにが横手町に編入、同時に市制を施行[19]。横手市三本柳となる[18]。

## 世帯数と人口
2020年（令和2年）10月1日現在の世帯数と人口は以下の通りである。
| 大字   | 小字       | 世帯数  | 人口  |
| ------ | ---------- | ------- | ----- |
| 三本柳 | 字家間     | 54世帯  | 129人 |
| 三本柳 | 字街道下   | 50世帯  | 132人 |
| 三本柳 | 字寺田     | 73世帯  | 144人 |
| 三本柳 | 字家間     | 44世帯  | 127人 |
| 三本柳 | 字六郎小屋 | 1世帯   | 5人   |
| 計     | 計         | 222世帯 | 537人 |

### 人口・世帯数の推移
以下は国勢調査による1995年（平成7年）以降の人口の推移。
| 年                 | 人口 |
| ------------------ | ---- |
| 1995年（平成7年）  | 306  |
| 2000年（平成12年） | 360  |
| 2005年（平成17年） | 534  |
| 2010年（平成22年） | 606  |
| 2015年（平成27年） | 599  |
| 2020年（令和2年）  | 537  |

以下は国勢調査による1995年（平成7年）以降の世帯数の推移。
| 年                 | 世帯数 |
| ------------------ | ------ |
| 1995年（平成7年）  | 80     |
| 2000年（平成12年） | 101    |
| 2005年（平成17年） | 178    |
| 2010年（平成22年） | 207    |
| 2015年（平成27年） | 218    |
| 2020年（令和2年）  | 222    |

## 小・中学校の学区
市立小・中学校に通う場合、学区（校区）は以下の通りとなる。
| 小字 | 小学校               | 中学校               |
| --- | -------------------- | -------------------- |
| 字六郎小屋・字助太郎小屋・字街道上・字街道下・字寺田・字家間・ 字村尻・字縄手下・字北ノ町・字沼頭・字馬場尻 | 横手市立横手北小学校 | 横手市立横手北中学校 |
| その他 | 横手市立朝倉小学校   | 横手市立横手北中学校 |

## 交通

### 鉄道
町内に駅はない。最寄り駅は■奥羽本線、■北上線の横手駅。

### 道路
- 秋田県道29号横手大森大内線

## 施設
- 八幡神社（字村尻[10]）
祭神：誉田別大神・天照大御神
祭日：9月15日
延享元年（1744年）8月5日創立[10]。1910年（明治43年）9月12日に境内社を合併、1915年（大正4年）9月18日に社殿を改築している[10]。